# Ladislav Fialka

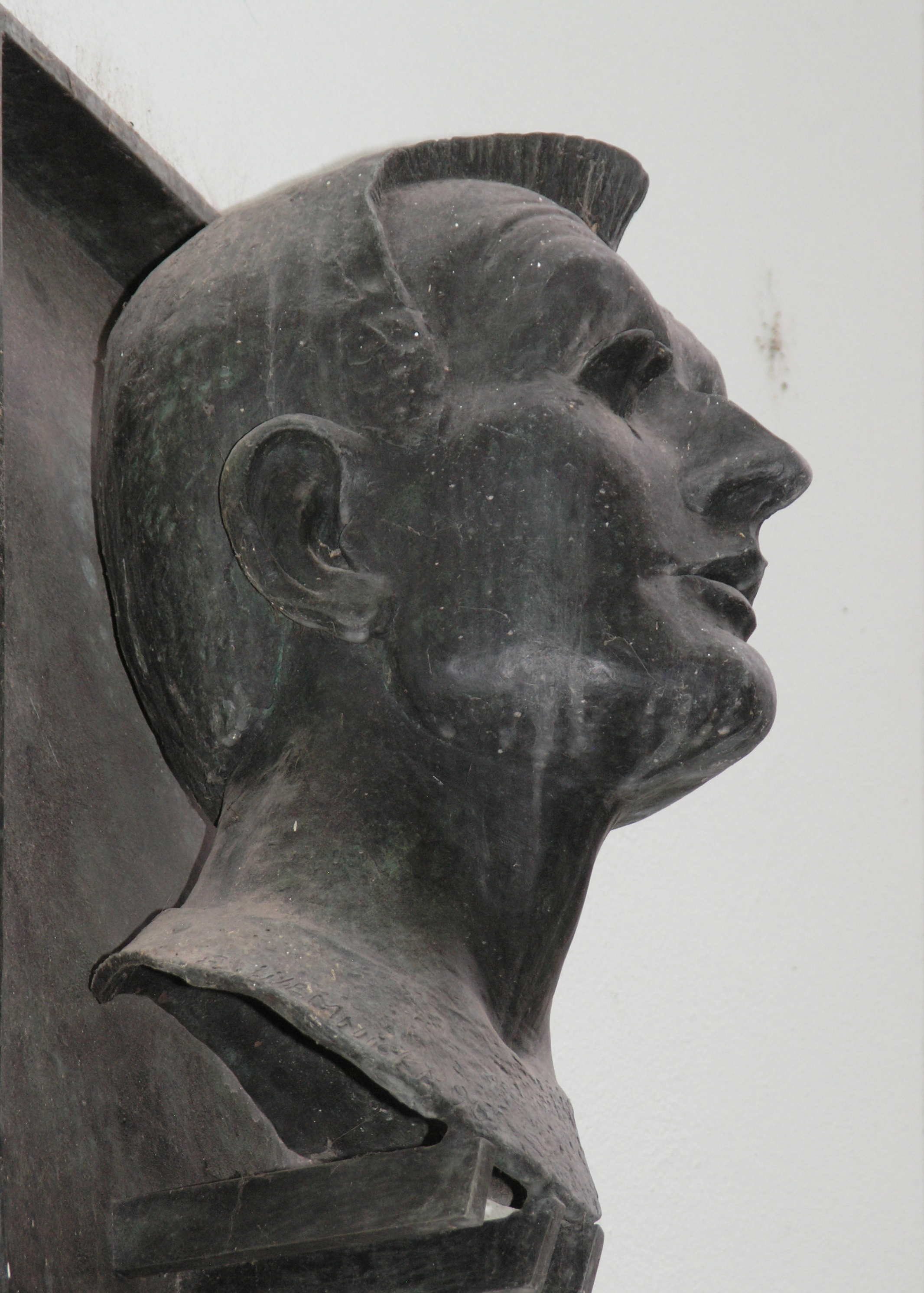
Busta Ladislava Fialky na budově Divadla Na zábradlí v Praze na Anenském náměstí

Prof. Ladislav Fialka (22. září 1931, Praha – 22. února 1991, Praha) byl herec–mim, zakladatel československé školy klasické a moderní pantomimy a velkého souboru Pantomima Na zábradlí (1959 – 1992).
Byl autorem všech her souboru Pantomima Na zábradlí, jeho režisérem, choreografem, výtvarníkem, scénografem a uměleckým vedoucím. Ladislav Fialka byl také zakladatelem a pedagogem již zaniklé katedry pantomimy (založena 1983) při Univerzitě Karlově v Praze (titul profesora choreografie zde získal roku 1989).

## Premiéry pantomimických her Ladislava Fialky
- Tři pantomimy (1956, ještě mimo Divadlo Na zábradlí)
- Pantomima Na zábradlí (3. března 1959, již v Divadle Na zábradlí)
- Devět klobouků na Prahu (27. ledna 1960)
- Etudy (21. prosince 1960)
- Cesta (9. října 1962)
- Blázni (21. září 1965)
- Knoflík (3. dubna 1968)
- Caprichos (21. září 1971)
- Lásky? (30. září 1974)
- Hry beze slov (7. prosince 1976, první polovina z představení Blázni)
- Funambules 77 (1. února 1977)
- Noss (16. ledna 1981)
- Sny (11. prosince 1984)
- Poutník (7. května 1991, premiéry se Ladislav Fialka nedožil)

## Státní vyznamenání za rozvoj kultury
- Státní cena Klementa Gottwalda (7. května 1962)
- Výroční cena ministra Národní obrany (1963)
- Cena Hlavního města Prahy (1969, 1971)
- Vyznamenání Za vynikající práci (1968, 1972)
- Titul zasloužilý umělec (1974)
- Titul národní umělec (1979)
- Cena české hudby (1979)
- Cena Hlavního města Prahy (1981)
- Medaile Artis Bohemiae Amicis (in memoriam, 21. února 2002)

## Významná mezinárodní ocenění
výběr
- První cena Premio Roma (Itálie, Theatro Sistina, 28. dubna 1968)
- Medaile Pantomima di Fialka Praga (Itálie, Pordenone, 1969)
- Zlatá medaile Zemun (Bělehrad, 14. dubna 1974)
- Vyznamenání Moskevského Sovětu (SSSR, 1976)
- Čestná medaile festivalu Budapešť (Maďarsko, 1978)
- Medaile Festa do Avante (Portugalsko, 1984)
- Premio al regista della compagnia Ladislav Fialka (Itálie, Picollo theatro di Arezzo, Festival internationale, 1989)
- První cena TIATF '92 (Japonsko, 18. srpna 1992, in memoriam)